# Claus Fleming

Ätten Flemings vapen (med friherrekrona)

Claus Fleming till Nynäs, född omkring 1360, död tidigast 1425, var en svensk riddare och lagman. Han var son till den danske riddaren Peder Flemming och stamfar för den svensk-finska ätten Fleming.

## Biografi
Den pommersk-danske väpnaren Claus Fleming nämns första gången åren 1386–1387 då drottning Margareta återbetalade en skuld som hon tidigare lånat. År 1395 då fördraget på Lindholmen mellan drottningen och  Albrekt av Mecklenburg slöts var Claus bland dem som bevittnade dokumentet. Likaså hörde han till sigillvittnena då drottningen senare samma år undertecknade ett avtal med Hansastäderna. Följande år bevittnade han Nyköpings recess och då bar han för första gången titeln riddare. Troligen hade han dubbats till riddare då Erik av Pommern sommaren 1396 hyllades som svensk konung. Vid den tiden tycks han också ha flyttat till Sverige, där han nämns som drottningens rådgivare och troman, inte som riksråd.
Efter att drottningen från ca 1399 hade kunnat säkra sitt grepp om de östra provinserna utsågs Claus Fleming till lagman i Österland, det vill säga Finlands då ännu odelade lagsaga (delades 1435). Utnämningen skedde senast år 1402 och under åren närmast före det uppträdde han ännu som sigillvittne för drottningens viktigare överenskommelser och beslut. Hans första bevarade dombrev är daterat år 1404 och vintern 1405 deltog han tillsammans med konungsdomhavanden i de räfsteting som unionsmonarken hade påbjudit. Till skillnad från hur det var i Sverige hölls tingen i Finland inte i städerna utan domarna reste runt i de olika landskapen. Sådana ting hölls också 1407 och 1420. Claus hade permanenta underlagmän som Jöns Djäken och därtill hans egen son Peder Fleming. År 1415 var han medlem av landsrätten, som fastställde gränsen mellan Tavastland, Satakunta och Savolax. 
Utöver att delta i räfstetingen och de reguljära lagmanstingen reformerade Claus Fleming vattenägandet. Enligt finsk sedvanerätt ägdes forsar och strandvatten gemensamt men han genomdrev det svenska systemet att strandens ägare också ägde strandvattnet. Beslutet gynnade ny bebyggelse på strandområdena på bekostnad av de gamla samfälligheterna. Vidare tycks han ha haft översynen över den stora häradsreformen som genomfördes i Finland mellan åren 1400 och 1415. Han var på samma sätt som slottshövdingarna involverad i lokalbefolkningens problem i grannländerna och då främst i Tallinn. Han togs också senare i anspråk för större beslut såsom då han 1419 bevittnade Erik av Pommerns avtal med Vladislav II av Polen. Sommaren 1424 instiftade han en evig mässa i Gråbrödraklostret i Stockholm för sig själv, sin hustru, sina föräldrar och bröder. Ännu år 1427 dömde en ersättare för honom vid ting, men följande år gav sonen Peder en gåva till kyrkan i Jönköping för sina föräldrars själars skull. Sannolikt är Claus Fleming begravd i släktgraven i Riddarholmskyrkan, ursprungligen Gråbrödrakyrkan.

## Familj
Claus Fleming var son till den pommersk-danske riddaren Peder Fleming (nämnd 1366–1413) och Kristina. Hans bröder var Johannes (sannolikt identisk med häradshövdingen i Åkers skeppslag och den riddare "Jens" som begravdes i Nyköping 1395) och Magnus. Han var gift med Cecilia, som sannolikt är begravd med honom i Gråbrödraklostret. Claus förefaller att som lagman ha varit bosatt på kungsgården Runa gård i Sagu.

### Barn
- Peder (nämnd 1413-1434), efterträdde sin far som lagman i Österland.  Gift med Ingrid Karlsdotter.
- Henrik (nämnd 1430–1435, var död 1477)[4], väpnare. Gift första gången med Valborg Jönsdotter (var död 1477), dotter till Jöns Olofsson (Tavast, medeltidsätten)[5] och Marta Klasdotter (Djäkn, Lydekasönernas ätt.[6] Möjligen omgift med Elseby Månsdotter (1490–1518). Stamfar för Flemings äldre huvudlinje och far till Joakim Fleming.
- Ingeborg. Gift 1420 med Laurens Nilsson till Uthamra.
- Johan (1429–1467), kanik.
- Magnus till Villnäs (nämnd 1450)[7], väpnare. Gift.[8] Stamfar för Flemings yngre huvudlinje.